# Guillaume de Hazart
Guillaume de Hazart (latin : Guillelmus de Assardo), mort après 1219, est un noble de la principauté d'Antioche. Il est possiblement le fils ou un proche parent de Pierre Ier de Hazart, précédent seigneur de Hazart.
Sa fille Clarence de Hazart épouse Jacques de Boutron, petit-fils du prince Bohémond III d'Antioche.
Il souscrit comme témoin dans une charte de 1219 du prince Raymond-Roupen d'Antioche, dans laquelle il porte la charge de connétable de la principauté d'Antioche.
Il meurt après mars 1219, et son successeur est Pierre II de Hazart, probablement son fils ou un proche parent.